# Burni Paya Anyar
Burni Paya Anyar är ett berg i Indonesien.   Det ligger i provinsen Aceh, i den västra delen av landet, 1 600 km nordväst om huvudstaden Jakarta. Toppen på Burni Paya Anyar är 2 007 meter över havet, eller 80 meter över den omgivande terrängen. Bredden vid basen är 1,3 km.
Terrängen runt Burni Paya Anyar är kuperad västerut, men österut är den bergig. Trakten runt Burni Paya Anyar är nära nog obefolkad, med mindre än två invånare per kvadratkilometer. I omgivningarna runt Burni Paya Anyar växer i huvudsak städsegrön lövskog.